# Bathycongrus vicinalis
Bathycongrus vicinalis är en fiskart som först beskrevs av Garman, 1899.  Bathycongrus vicinalis ingår i släktet Bathycongrus och familjen havsålar. IUCN kategoriserar arten globalt som livskraftig. Inga underarter finns listade.